# Will Ferry
William „Will“ Ferry (* 7. Dezember 2000 in Bury, England) ist ein irischer Fußballspieler, der bei Dundee United in Schottland unter Vertrag steht.

## Karriere

### Verein
Will Ferry wurde im englischen Bury, etwa 15 km nördlich von Manchester geboren. Seine Karriere begann er in den Jugendmannschaften seiner Heimatstadt beim FC Bury. Im Juli 2017 wechselte Ferry als Jugendspieler zum FC Southampton. Nachdem Ferry mehrere Jahre in der Jugendakademie des Vereins verbracht hatte, und ab 2019 fester Bestandteil der U23-Mannschaft war, erhielt er im Januar 2021 einen Profivertrag in Southampton. Im August 2021 unterschrieb er einen neuen Zweijahresvertrag und wechselte auf Leihbasis zum Viertligisten Crawley Town. Für Crawley kam Ferry in der Saison 2021/22 auf 36 Ligaspiele und ein Tor, das er gegen Bradford City erzielte. Nach der Leihe wurde Ferry zum Drittligisten Cheltenham Town transferiert. Bei Cheltenham war er in den beiden folgenden Spielzeiten in der dritten Liga Stammspieler. Am Ende der Saison 2023/24 stieg der Verein in die vierte Liga ab. Ferry wurde ein neuer Vertrag für den Verbleib im Verein angeboten, den er ablehnte.
Im Juni 2024 wechselte Ferry ablösefrei mit einem Dreijahresvertrag zum schottischen Erstligisten Dundee United.

### Nationalmannschaft
Der in England geborene Ferry spielte von 2017 bis 2021 für verschiedene Juniorennationalmannschaften von Irland. Im Jahr 2017 absolvierte er drei Länderspiele für die Irische U18-Nationalmannschaft. Ab 2018 war Ferry in der U19 aktiv. In fünf Partien gelangen ihm dabei zwei Tore. Im Jahr 2020 kam Ferry zu seinem Debüt in der U21, für die er bis zum folgenden Jahr neunmal spielte.